# Anna Hydeová
Anna Hydeová (12. března 1637 Windsor – 31. března 1671 Londýn) byla první manželka Jakuba, vévody z Yorku, pozdějšího anglického krále Jakuba II.

## Biografie

### Původ
Anna se narodila jako nejstarší dcera Edwarda Hydea, hraběte (Earl) Clarendona (1608–1674), kancléře Karla II., a jeho druhé manželky Frances Aylesbury (1617–1667).

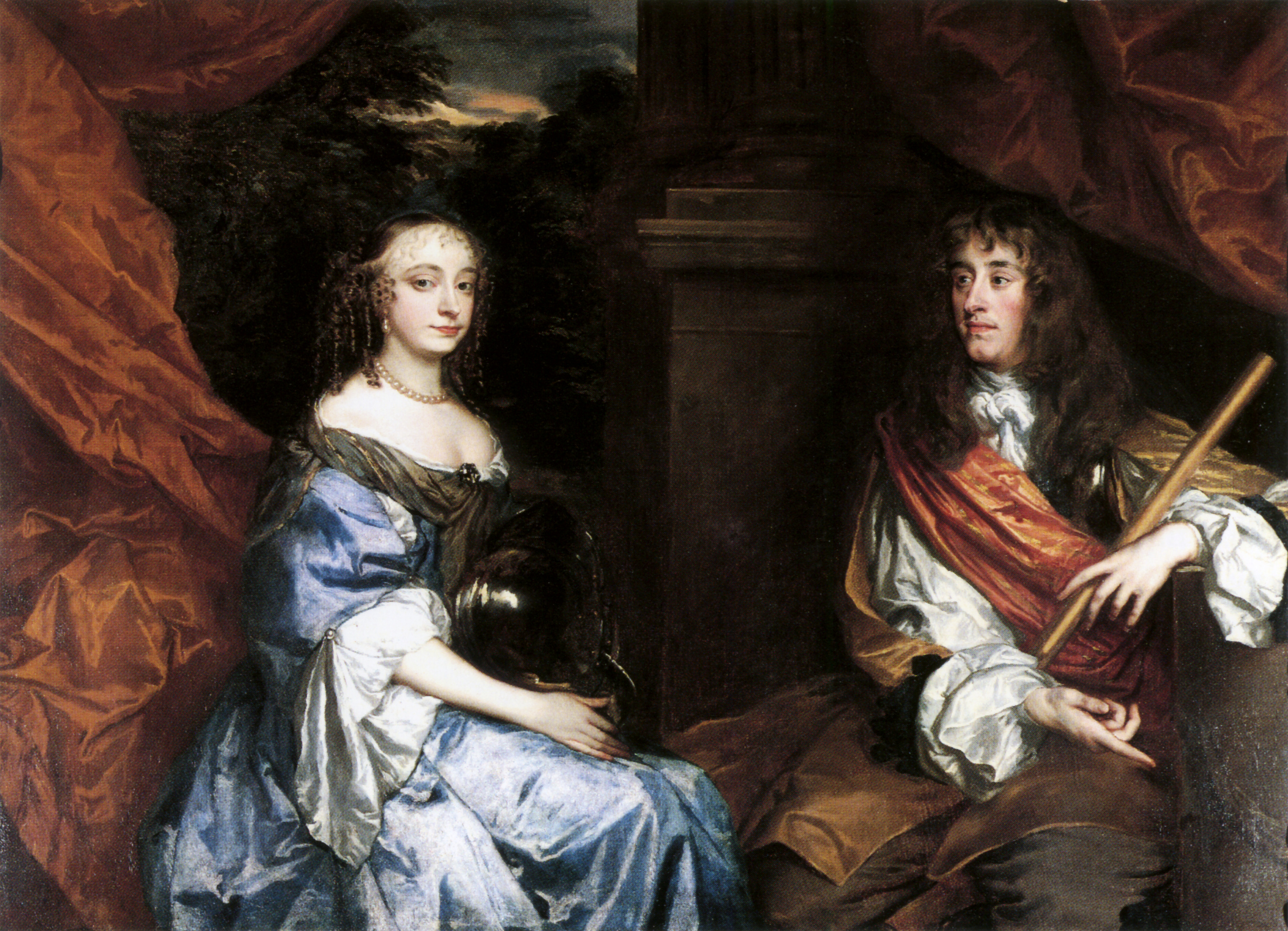
Anna a Jakub na portrétu Petra Lelyho

### Manželství, potomci
Za Jakuba se údajně tajně provdala již 24. listopadu 1659 v Bredě v Nizozemí, kde v té době anglická královská rodina v důsledku občanské války pobývala v exilu; Annin otec zde sloužil staršímu Jakubovu bratrovi, následníku anglického trůnu, pozdějšímu králi Karlu II. Anna byla maid of honour (dvorní dáma) Princess Royal Marie Henrietty, mladší sestry Karla a Jakuba. Jakub Annu svedl a Karel bratra přinutil se s ní oženit, třebaže se Jakub zdráhal; Karel doufal, že její rozhodná povaha bude mít na slabošského mladšího bratra blahodárný vliv. Anna nebyla pohledná žena; francouzský vyslanec ji však popsal jako odvážnou, chytrou a energickou a téměř hodnou královské krve.
Oficiální (avšak soukromý) obřad se uskutečnil 3. září roku 1660 roku v Londýně, po Restauraci Stuartovců v Anglii. Jejich první dítě se narodilo již pouhé dva měsíce po svatbě.

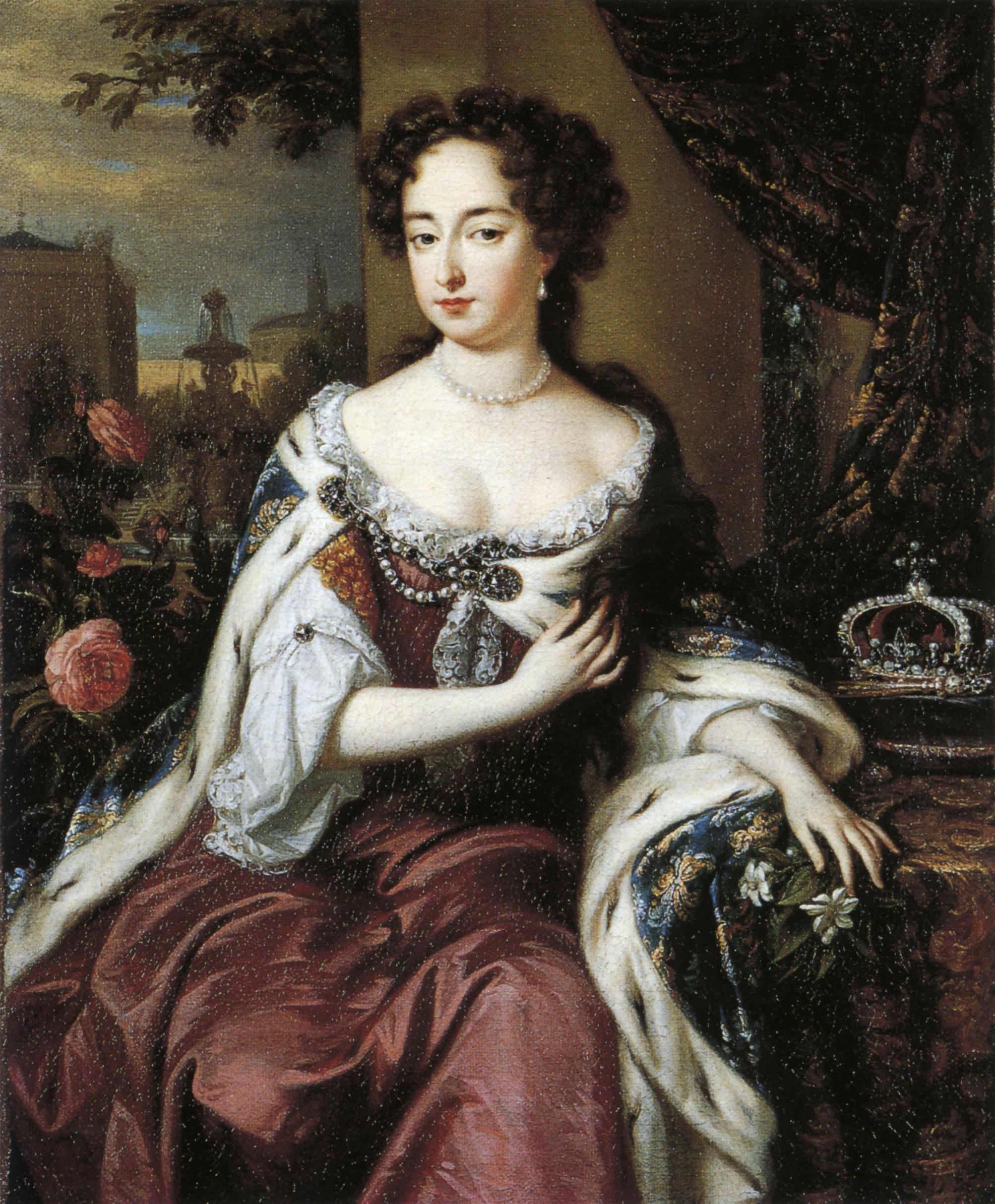
Annina dcera Marie II. Stuartovna

Z manželství Anny a Jakuba se narodilo osm dětí, pouze dvě dcery se však dožily dospělosti:
- 1. Karel (22. 10. 1660 Londýn – 5. 5. 1661 tamtéž)[1]
- 2. Marie II. Stuartovna (30. 4. 1662 Londýn – 28. 12. 1694 tamtéž), královna Anglie, Skotska a Irska v letech 1689–1694, manž. 1677 Vilém III. Oranžský (14. 11. 1650 Haag – 8. 3. 1702 Londýn), místodržitel Spojených provincií nizozemských[2]
- 3. Jakub (12. 7. 1663 Londýn – 20. 6. 1667 tamtéž), vévoda z Cambridge, baron z Dauntsey[3]
- 4. Anna Stuartovna (6. 2. 1665 Londýn – 1. 8. 1714 tamtéž), královna Anglie a Skotska, od r. 1707 královna Velké Británie, manž. 1683 Jiří Dánský (2. 4. 1653 Kodaň – 28. 10. 1708 Londýn)[4]
- 5. Karel (4. 7. 1666 Londýn – 22. 5. 1667 tamtéž)[5]
- 6. Edgar (14. září 1667 – 8. června 1669), vévoda z Cambridge[6]
- 7. Jindřiška (13. 1. 1669 Londýn – 15. 11. 1669 tamtéž)[7]
- 8. Kateřina (9. 2. 1671 Londýn – 5. 12. 1671 tamtéž)[8]

Anna zemřela 10. dubna roku 1671, sedm týdnů po narození svého posledního potomka, pravděpodobně na rakovinu prsu. Její manžel Jakub se podruhé oženil a od druhé manželky, Marie Beatrice d´Este se dočkal vytouženého syna (Jakub František Stuart). Čtrnáct let po Annině smrti, v roce 1685, se stal anglickým králem poté, co bez legitimních potomků zemřel jeho starší bratr Karel.

### Vyznání
Na sklonku života Anna ke zděšení anglické královské rodiny konvertovala ke katolické víře. Po její smrti, někdy v roce 1672, konvertoval ke katolické víře i její vdovec Jakub. Podle příkazu staršího Jakubova bratra, krále Karla II., však byly Jakubovy a Anniny dcery Marie a Anna vychovávány v přísně protestantském duchu.
Otevřené přihlášení se ke katolickému vyznání a snaha ho opět zavést či zrovnoprávnit v protestantské Anglii stála Jakuba trůn, na který nastoupil v roce 1685 po smrti svého bezdětného bratra Karla. Roku 1688 (záhy po narození Jakubova syna z druhého manželství) vypukla tzv. Slavná revoluce, při níž byl Jakub svržen a na trůn nastoupila jeho starší dcera Marie spolu s jeho zetěm a synovcem Vilémem III. Oranžským. Od té doby žádný anglický král či královna katolickou víru nevyznávali.
Anna Hydová byla poslední Angličankou, která se stala manželkou následníka anglického trůnu; tuto řadu sňatků s neanglickými nevěstami přerušila až svatba prince Charlese s princeznou Dianou v roce 1981.